# 専称寺 (栃木県那須町)
専称寺（せんしょうじ）は、栃木県那須郡那須町にある時宗の寺院。

## 歴史
1267年（文永4年）、伊王野資長の開基である。資長は那須氏の傍系伊王野氏の始祖であり、伊王野氏の菩提寺となっている。
伊王野氏断絶後も、時宗の念仏道場として栄えている。

## 文化財
- 金銅阿弥陀如来立像（重要文化財 大正11年4月13日指定）[2]
- 金銅勢至菩薩立像（栃木県指定有形文化財 昭和32年2月15日指定）[3]
- 専称寺の来迎図（那須町指定有形文化財）[4]

## 交通アクセス
- 那須ICより車20分。